# Drepanopeziza punctiformis
Drepanopeziza punctiformis là một loài Ascomycetes trong họ Dermateaceae. Loài này được Gremmen miêu tả khoa học đầu tiên năm 1965.
Đây là loài gây hại của các cây trong chi Populus, phát triển phổ biến ở Trung Quốc.